# وینوهرادیف
وینوهرادیف (به روسی: Виноградів) شهری است در استان زاکارپاتیا که در کشور اوکراین قرار دارد. جمعیت این شهر ۲۵٬۷۶۰ نفر است.